# Drangiana

Drangiana estaba situada al este de Aria, al sur de Bactriana, al oeste de Aracosia y al norte de Gedrosia.

Drangiana o Sarangia (en persa: Zranka‎, que significa «tierra del agua») es el nombre de una antigua región de Asia Central. Se extendía en torno al lago Hamún, en donde desembocaba el río Helmand por un delta que originaba una marisma, de ahí su nombre. En la actualidad este antiguo país se extiende entre el Afganistán occidental y el Irán oriental (el actual Sistán).
Poblada por tribus iranias, la región fue sometida por los medos antes de la definitiva conquista y anexión al Imperio persa aqueménida por parte de Ciro II. Desde entonces, Drangiana fue una satrapía gobernada por los gobernadores designados desde Persépolis gozando de un alto grado de autonomía, como las satrapías vecinas de Gedrosia, Aracosia, Bactriana o Sogdiana. Su capital era la ciudad de Phrada o Frada, identificada bien con la actual Farāh, bien con el yacimiento de Dahan-i Ghulaman, cercano a Zabol, donde se halló un palacio de estilo aqueménida.
El país siguió el mismo destino que el resto del Imperio persa, cayendo en las manos de Alejandro Magno, para luego seguir una evolución histórica similar a la de otras satrapías orientales (véase Aracosia).
- Datos: Q1074810
- Multimedia: Drangiana / Q1074810